# Ralf Lau
Ralf Lau (ur. 19 października 1959 w Bremie) – niemiecki szachista, arcymistrz od 1986 roku.

## Kariera szachowa
Do początku lat 80. odnosił sukcesy głównie w rozgrywkach drużynowych, kilkakrotnie zdobywając mistrzostwo Republiki Federalnej Niemiec w barwach klubu "Solinger SG 1868". Następnie rozpoczął zawodową karierę szachową, po kilku latach osiągając arcymistrzowski poziom. W latach 1985 i 1986 dwukrotnie zwyciężył w Budapeszcie, oprócz tego zajął II lokaty w Nowym Jorku (1985) i Solingen (1986) oraz podzielił III miejsce w memoriale Akiby Rubinsteina w Polanicy-Zdroju (1986). W 1987 zdobył wraz z Vlastimilem Hortem w Bad Neuenahr tytuł mistrza RFN (tytuły przyznano obu zawodnikom po nierozstrzygniętej dogrywce). W 1992 podzielił I miejsce w Kolonii (wspólnie z Romualdem Mainką), a w 1993 – w Dortmundzie (wspólnie z Aleksandrem Oniszczukiem). W połowie lat 90. zakończył profesjonalną karierę i zamieszkał w Austrii. W 2002 podzielił I miejsce w kołowym turnieju w St. Pölten.
Trzykrotnie (w latach 1984–1988) reprezentował barwy RFN na szachowych olimpiadach, zdobywając 14½ pkt w 23 partiach. Oprócz tego, w 1983 r. wystąpił w narodowym zespole na drużynowych mistrzostwach Europy rozegranych w Płowdiwie.
Najwyższy ranking w karierze osiągnął 1 lipca 1987 r., z wynikiem 2555 punktów dzielił wówczas 42-48. miejsce na światowej liście FIDE, jednocześnie zajmując 3. miejsce (za Robertem Hübnerem i Vlastimilem Hortem) wśród szachistów Republiki Federalnej Niemiec.